# 2-Меркаптоетанол
2-Меркаптоетано́л (також β-меркаптоетано́л, βME, 2βME, або β-met) — хімічна сполука з формулою HOCH2CH2SH.
Є гібридом етиленгліколю (HOCH2CH2OH) й 1,2-етандитіолу (HSCH2CH2SH).
МЕ або βМЕ, як часто скорочують, використовують для послаблення дисульфідного зв'язку. 2-меркаптоетанол може діяти як біологічний антиоксидант, утилізуючи гідроксильні радикали (серед інших).
МЕ широко застосовується, позаяк гідроксильна група робить молекулу розчинною у воді та зменшує леткість.
Завдяки послабленому тискові насиченої пари, запах, хоча й неприємний, менш жахливий, ніж у решти меркаптанів.

## Отримання
2-Меркаптоетанол можна отримати, діючи сірководнем на оксиран:

## Хімічні властивості
2-Меркаптоетанол реагує з альдегідами і кетонами з утворенням відповідних оксатіоланів. Тому 2-меркаптоетанол часто використовують як захисну групу.

## Застосування

### Відновлення протеїнів
Деякі протеїни можна денатурувати 2-меркаптоетанолом через його здатність розщеплювати дисульфідний зв'язок. Так, цистин денатурується до цистеїну:
cysS-Scys + 2 HOCH2CH2SH → 2 cysSH + HOCH2CH2S-SCH2CH2OH

Через розривання S-S зв'язків, і третинна, і четвертинна структури деяких білків можуть бути зруйновані. Завдяки своїй здатності руйнувати структуру білків, 2-меркаптоетанол використовувався для аналізу білків, наприклад, для того, щоб отримати розчин білків, який містить саме мономерні молекули білка, а не димери або олігомери вищого порядку з дисульфідними зв'язками. Однак, оскільки 2-меркаптоетанол утворює адукти з вільним цистеїном та є токсичною речовиною з неприємним запахом, в даний час замість нього використовують сильніший відновник — дитіотреїтол (DTT), перш за все в SDS-PAGE.
Також замість 2-Меркаптоетанолу та дитіотреїтолу (DTT) у біологічних цілях може використовуватись три-(2-карбоксиетил)фосфін.

### Денатурація рибонуклеаз
2-Меркаптоетанол використовується в деяких процедурах виділення РНК для зменшення виділення рибонуклеази під час лізису клітин. Через велику кількість дисульфідних зв'язків рибонуклеази є дуже стабільними ферментами, тому 2-меркаптоетанол використовується для відновлення цих дисульфідних зв'язків і необоротної денатурації білків. Це запобігає споживанню РНК під час її виділення.

## Безпека
2-Меркаптоетанол вважається токсином, який спричиняє хворобливе подразнення назальних проходів і дихального тракту через вдихання, подразнення на шкірі, нудоту й біль у шлунку через ковтання, та потенційно смерть за жорсткого впливу (експозиції).